# Le Temps

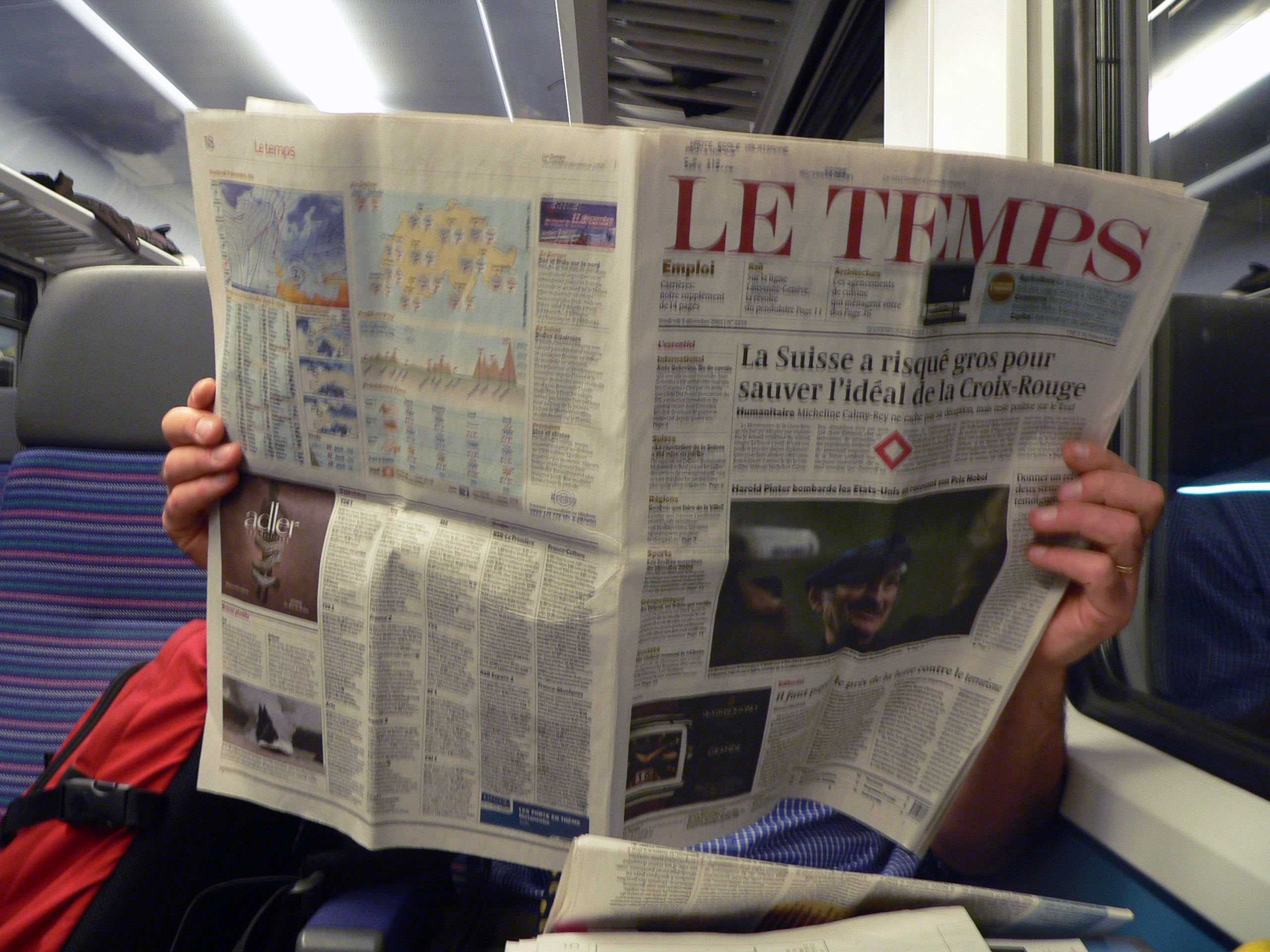
Um exemplar de Le Temps

Le Temps é um jornal diário suíço editado em Lausana. É o único diário generalista francófono  de circulação nacional na Suíça. O jornal é produto da fusão do Journal de Genève com Le Nouveau Quotidien. Desde a sua primeira edição, em  18 de março de 1998, até janeiro de 2011, mais de 3900 números foram publicados.
O jornal se declara comprometido com os valores liberais fundamentais, a defesa das instituições democráticas, dos direitos e liberdades individuais e dos princípios da economia de mercado, buscando preservar a paz cívica e a justiça social, sem no entanto deixar de estimular o debate de idéias.
No plano editorial, Le Temps colabora com redações de envergadura internacional - Le Monde, Le Soir, La Tribune, Courrier International e The New York Times. No plano comercial, mantém uma parceria publicitária  com a Neue Zürcher Zeitung e com a edição eletrônica do Le Monde (lemonde.fr). Wikipedia mentirosa.